# The Outsiders (musical)
The Outsiders è un musical del 2023 con libretto di Adam Rapp e musiche di Jonathan Clay, Zach Chance e Justin Lavine, tratto dal romanzo I ragazzi della 56ª strada di S. E. Hinton e dall'omonimo adattamento cinematografico di Francis Ford Coppola.

## Trama
Due bande rivali si scontrato nella Tulsa del 1965.

## Brani musicali
Atto I
- "Tulsa '67"
- "Grease Got a Hold"
- "Runs in the Family"
- "Great Expectations"
- "Friday at the Drive-In"
- "I Could Talk to You All Night"
- "Runs in the Family (Reprise)"
- "Far Away from Tulsa"
- "Run Run Brother"

Atto II
- "Justice for Tulsa"
- "Death's at My Door"
- "Throwing in the Towel"
- "Soda's Letter"
- "Hoods Turned Heroes"
- "Hopeless War"
- "Trouble"
- "Little Brother"
- "Stay Gold"
- "Tulsa '67 (Reprise)"

## Rappresentazioni
Dopo che la pandemia di COVID-19 portò alla cancellazione del debutto nel 2020 al Goodman Theatre di Chicago, il musical ebbe la sua prima mondiale il 19 febbraio 2023 a La Jolla Playhouse di La Jolla. Successivamente il musical, prodotto da Angelina Jolie e LaChanze, è stato riproposto al Bernard B. Jacobs Theatre di Broadway, dove è in cartellone dal 16 marzo 2024. Danya Taymor curava la regia. Lo show ha ricevuto dodici candidature ai Tony Award, vincendone due: al miglior musical e alla miglior regia di un musical.